# Republika Rio-Grandense
Republika Rio-Grandense (port. República Rio-Grandense) – krótko istniejące państwo w Ameryce Południowej w latach 1836-1845. Nazywane także od stolicy Piratini w której zostało ustanowione Republiką Piratini (port. República Piratini). Istniało na obszarze dzisiejszego stanu Rio Grande do Sul. Powstanie państwa było skutkiem jednej z najdłuższych rewolt w historii Brazylii. Niepodległość została ogłoszona 11 września 1836 roku przez generała Antônio de Sousa Neto po zwycięskiej bitwie o Arroio Seival (dzisiejsza Candiota) podczas Powstania Farrapos. Urugwaj poprzez umowę współpracy uznał niepodległość.
Głównymi przywódcami Republiki Rio-Grandense zostali lokalni farmerzy, którzy nauczyli się sztuki wojennej podczas wojny brazylijsko-argentyńskiej w latach 1825-1828, jak prezydent nowej republiki Bento Gonçalves da Silva. Konstytucja została ogłoszona w 1843 roku w Alegrete.

## Historia
Gospodarka ówczesnej prowincji Rio Grande do Sul koncentrowała się na produkcji suszonego mięsa i skóry. Całość sprzedawano na rynek wewnętrzny Cesarstwa Brazylii, jednak przewartościowany kurs reala oraz niekorzyści taryfowe spowodowały sprzedaż towarów przez farmerów po znacznie niższych cenach niż w innych częściach kraju. Doprowadziło to do wybuchu powstania farmerów oraz bitwy o Arroio Seival 10 września 1836. Rebelianci odnieśli zwycięstwo a ich dowódca, generał Antônio de Sousa Neto następnego dnia ogłosił niepodległość Republiki Rio-Grandense. 
Kolejnym przywódcą separatystów został Bento Gonçalves da Silva, aresztowany następnie przez siły cesarskie w prowincji Bahia. 6 listopada 1836 roku ogłoszony został prezydentem, wraz z czterema wiceprezydentami:
1º - Antônio Paulino da Fontoura,
2º - José Mariano de Matos,
3º - Domingos José de Almeida,
4º - Inácio José de Oliveira Guimarães.
Po uwięzieniu Bento Gonclavesa da Silvy należało wybrać nowego prezydenta, którym został José Gomes de Vasconcelos Jardim. Błyskawicznie powołał on skład rządu republiki:
- Domingos José de Almeida - minister spraw wewnętrznych i skarbu
- José Pinheiro de Ulhoa Cintra - minister sprawiedliwości i spraw zagranicznych
- José Mariano de Matos - minister wojny i marynarki

W czasie powstania mianowano także generałów republiki:
- João Manuel de Lima e Silva
- Bento Gonçalves da Silva
- Antônio de Sousa Neto
- Bento Manuel Ribeiro
- David Canabarro
- João Antônio da Silveira

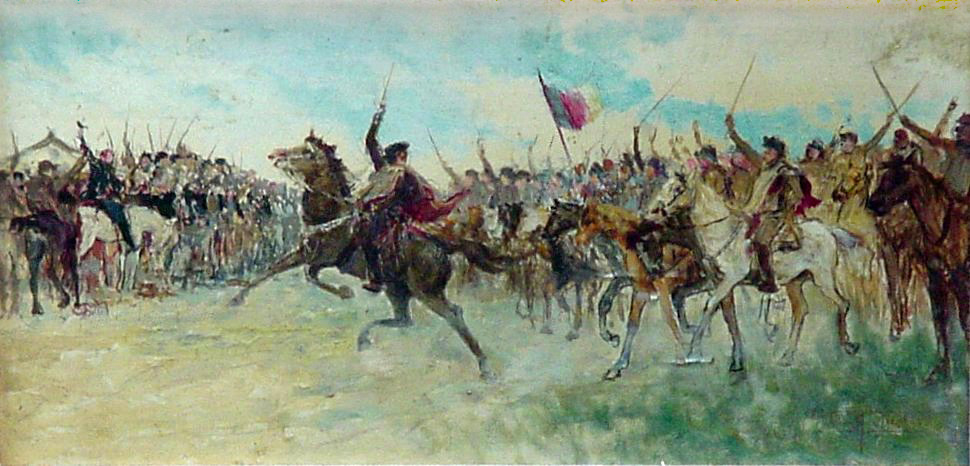
Proklamacja Republiki Piratini, 1915, autor: Antônio Parreiras

Pierwszą stolicą nowego państwa było miasto Piratini. W 1839 roku wojska pod wodzą włoskiego rewolucjonisty Giuseppe Garibaldiego i gaucho David Canabarro proklamowały na terenie stanu Santa Catarina Republikę Juliana ze stolicą w mieście Laguna. Nowa republika stworzyła z Rio-Grandense konfederację, która nie trwała długo z powodu problemów ze zdobyciem miasta Nossa Senhora do Desterro (obecnie Florianópolis), stolicy stanu Santa Catarina. Republika Rio-Grandense została rozwiązana 1 marca 1845 roku na mocy traktatu Poncho Verde, który gwarantował niektóre prawa dla prowincji wynikające z konstytucji republiki. W ciągu dziewięciu lat państwo miało w sumie sześć stolic: Piratini, Caçapava do Sul, Alegrete, São Gabriel, Bagé i São Borja.

## Schizma religijna

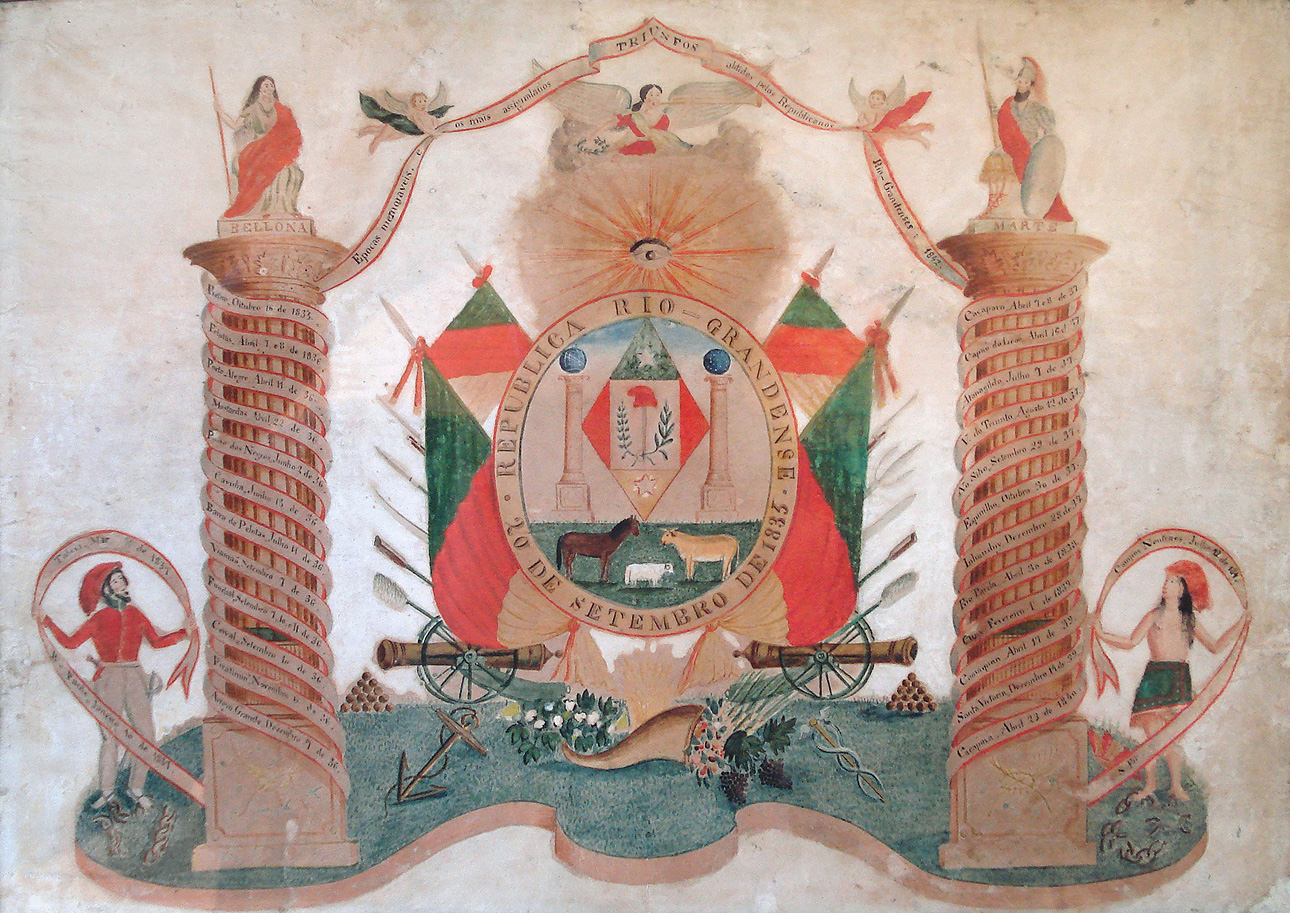
Alegoria Powstania Farrapos

Parafie gauchów podlegały biskupstwu w Rio de Janeiro, które wprowadzało wiele barier w funkcjonowaniu kościoła w nowo powstałej republice, gdyż nowe państwo odcięło się od sądów cesarskich. 22 czerwca 1838 roku kaznodzieja Chagas podczas spotkania z wikariuszem apostolskim wymówił posłuszeństwo biskupowi w Rio de Janeiro tworząc rozłam w Kościele katolickim w Rio Grande do Sul. Ojciec Chagas niezależnie mianował księży oraz udzielał dyspens. Został z tego powodu ekskomunikowany i wszelkie jego działania zostały uznane przez biskupa Rio de Janeiro za nielegalne. Większość duchownych w republice dołączyła do nowej władzy kościelnej. Sytuacja taka trwała do końca powstania, kiedy ksiądz Chagas pojednał się z biskupem Rio de Janeiro. Po zakończeniu rewolucji biskup zlecił, aby ksiądz Fidêncio José Ortiz przejrzał wszystkie dokumenty uważane za nielegalne, wydane przez Chagasa. 

## Uznanie niepodległości

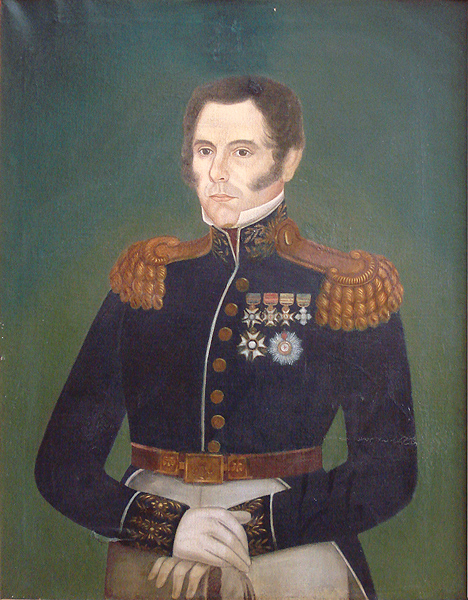
Portret Bento Gonçalvesa da Silvy

Urugwaj poprzez traktat o współpracy uznał istnienie republiki. Inne kraje takie jak Stany Zjednoczone, Francja czy Anglia, nie przedstawiły jasno określonego stanowiska. Było to związane z rozpadem w 1830 roku państwa Zjednoczone Prowincje Rio de La Plata i powstaniem Wschodniej Republiki Urugwaju. Argentyński dyktator Juan Manuel de Rosas próbował odzyskać Urugwaj, przy czym oferował także wsparcie dla jednego z przywódców rebeliantów Rio-Grandense, Davida Canabarro. Juan Manuel de Rosas został następnie odsunięty od władzy przez siły brazylijskie.

## Lata późniejsze
Traktat Poncho Verde ostatecznie zlikwidował republikę zachowując niektóre mechanizmy samorządowe i gospodarcze oraz przywileje wywalczone przez powstańców. Po proklamowaniu republiki Brazylii w 1889 roku wydzielono stan Rio Grande do Sul z cesarskiej prowincji São Pedro do Rio Grande do Sul. Nowy stan zachował flagę, herb oraz granice Republiki Rio-Grandense.